# 제이씨현시스템
제이씨현시스템(JCH System)은 컴퓨터 관련 제품 및 드론, VR기기 등을 공급하는 코스닥 상장 기업이다. 일반인들에게는 PC부품 및 멀티미디어 주변기기 업체로 브랜드가 잘 알려져 있다. 대한민국 내 메인보드 시장에서는 약 20% 시장점유율을, 그래픽카드는 약 20%대의 시장점유율을 확보하고 있다.
또한, 기업 및 공공, PC방, 숙박업소 등을 대상으로 IT기기(PC, 모니터, 사무기기) 리스 또는 렌탈 비즈니스를 하고 있으며 모니터(자체브랜드명 : UDEA, BattleG)는 일반 PC시장과 기업, PC방, SI, 정부조달 시장 등에 공급하고 있다. 아울러, 세계적인 통합배선업체인 콤스코프의 광섬유케이블 및 케이블솔루션을 제공하고 있다.
계열회사로 ㈜엘림넷, 디앤디컴㈜, 대아리드선㈜, 제이씨현온비즈㈜, ㈜솔레오, ㈜제이씨에이치인베스트먼트가 있고 (재)제이씨현장학재단이 장학사업을 실시하고 있다.

## 테마
제이씨현은 증시에서 비트코인 테마주로 분류된다. 이는 제이씨현시스템이 비트코인 채굴 메인보드를 만드는 대만 업체 ‘애즈락’을 국내에 유통하는 유통업체 '디엔디컴'을 손자회사로 보유하고 있기 때문이나, 제이씨현의 사업 영역과 직접적인 관련성은 없다. 엔비디아의 한국 공식 파트너사이다.